# Galan (Hautes-Pyrénées)
Galan település Franciaországban, Hautes-Pyrénées megyében. Lakosainak száma 698 fő (2022. január 1.). Galan Tournous-Devant, Bonrepos, Galez, Libaros, Montastruc, Recurt és Sabarros községekkel határos.

## Népesség
A település népességének változása:
| Lakosok száma | 733  | 733  | 737  | 714  | 704  | 702  | 698  | 697  | 698  |
|               | 2013 | 2015 | 2016 | 2017 | 2018 | 2019 | 2020 | 2021 | 2022 |